# Mesostigmata
Mesostigmata é uma ordem de ácaros pertencente ao grupo do Parasitiformes. Alguns membros do grupo não são parasitas. Eles são reconhecidos por apresentar um único par de espiráculos posicionados lateralmente ao corpo.